# Smolarnia (Jamno)
Smolarnia – część wsi Jamno w Polsce, położona w województwie łódzkim, w powiecie łowickim, w gminie Łowicz.
W latach 1975–1998 Smolarnia administracyjnie należała do województwa skierniewickiego.